# Royal Châtelet-Farciennes Sporting Club
Maillots
Actualités
Dernière mise à jour : 3 août 2018.
Le (Royal) Châtelet-Farciennes Sporting Club (ROCC) était un club belge de football basé à Farciennes. Porteur du matricule 725, le club évoluait en Division 1 Amateur lors de la saison 2018-2019. Il arrete ses activités en juin 2019.
Ses joueurs sont surnommés les «Loups». Cet animal a toujours été représenté sur les différents logos du cercle depuis sa création en 1926.

## Repères historiques
- 1926 : fondation de CHÂTELET SPORTING CLUB
- 1926 : 07/07/1926 CHÂTELET SPORTING CLUB est affilié à l'URBSFA.
- 1926 : Décembre, CHÂTELET SPORTING CLUB se voit attribuer le matricule 725.
- 1956 : 12/05/1956, reconnu «Société Royale», CHÂTELET SPORTING CLUB (725) change son appellation et devient ROYAL CHÂTELET SPORTING CLUB (725)
- 2002 : Au terme de la saison et d'un tour final hennuyer remporté, ROYAL CHÂTELET SPORTING CLUB (725) gagne le droit de monter en séries nationales pour la première fois. L'aventure ne dure qu'une championnat.
- 2014 : ROYAL CHÂTELET SPORTING CLUB (725) fait son retour en séries nationales et termine à la 6e place.
- 2016 : 01/07/2016, ROYAL CHÂTELET SPORTING CLUB (725) change son appellation et devient (ROYAL) CHÂTELET-FARCIENNES SPORTING CLUB (725)
- 2017 : (ROYAL) CHÂTELET-FARCIENNES SPORTING CLUB (725) gagne le droit de monter au 3e niveau de la pyramide du football belge, pour la première fois de son Histoire.
- 2019 : arrêt des activités du club en juin 2019

## Le Club
Le fondateur du club est Eugène Baudson également actif au sein de la section locale de la Jeunesse Ouvrière Chrétienne (JOC).
Lors de sa dixième année d'existence, Châtelet SC  se hissa dans la plus haute division hennuyère de l'époque et y resta jusqu'en 1946. En 1937, le cercle remporte la Coupe du Hainaut.
Le matricule 725 a une histoire animée et riche mais toujours dans l'anonymat médiatique des séries provinciales. Il faut attendre 1998 pour voir le club arriver en 1re Provinciale Hainaut.

### Courte expérience
En 2002, le R. Châtelet SC connaît le premier grand moment de son Histoire. Le titre provincial revient au R. FC Athois mais un tour final est organisé afin de désigner un second montant direct, depuis le Hainaut. Cela par le fait que deux cercles hennuyers, et non des moindres, ont décidé de fusionner: la R. US Tournaisienne (matricule 26) et le R. RC Tournaisien (matricule 36) s'unissent et forment l'actuel R. FC Tournai (matricule 26). Les deux entités ayant assuré leur maintien en Promotion, la place vacante revient à un cercle de la province du Hainaut. Châtelet gagne le tour final et grimpe en nationale.
La saison 2002-2003 est difficile pour les Loups. Le club Vert & Blanc ne parvient qu'à inscrire que 9 points (1 victoire et 6 partages). Il termine  à la dernière place et retourne en Provinciale (en compagnie du R. Battice FC et du R. RC Mormont. Barragiste, la R. Jeunesse Rochefortoise est aussi reléguée.)
Durant la décennie qui suit, le matricule 725 ne parvient plus à s'extirper de la P1 Hainaut. Plusieurs cercles lui barrent la route: Beloeil, Manage, Soignies, Tertre-Hautrage... Certains, via le Tour final interprovincial, montent en Promotion, d'autres pas.

### Retour en Nationale
En 2013-2014, le vieux club châteletain trouve l'Homme providentiel en la personne de Frédéric Stilmant. L'ancien joueur, entre autres de l'Olympic de Charleroi et de Tubize a débuté comme coach la saison précédente en assurant l'intérim aux commandes de la R. JS Heppignies Lambusart Fleurus. Dans des conditions délicates (manque d'argent, bruits de fusion...), le "grand Fred'" amena le cercle orangé à la 6e place (sur 19) en Division 3.
Finalement repris par les dirigeants du FC Charleroi, Heppignies fut rebaptisé «Royal Charleroi-Fleurus». Il termina avant-dernier en D3 puis son matricule fut vendu pour devenir l'actuel «Francs Borains».
Alors que F. Stilmant termine sa carrière de joueur/entraîneur à Heppignies, Châtelet se fait souffler le titre hennuyer par la R. JE Binchoise. Ensuite, les Loups échouent en finale du Tour final Hainaut contre Gosselies Sports.
Pour la première saison avec Stilmant aux manettes (2013-2014), le titre du Hainaut revient à la RUS Solrézienne. Mais cette fois, le R. Châtelet SC gagne le tour final de sa province, en éliminant le CS Entité Manageoise puis en allant s'imposer (1-3) au Royal Union FC Ransart. Pour commencer le Tour final interprovincial, le matricule 715 hérite du long et difficile déplacement au Racing Waregem. Après un partage (1-1), les Loups se qualifient aux tirs au but: 2-4. La manche décisive est jouée au Stade des Sablières de Châtelet. Les Verts et Blancs disposent aisément (5-1) du R. Olympic Meix-devant-Virton (Province de Luxembourg) et gagnent ainsi le droit de retourner en Promotion
À ce moment, le R. Châtelet SC endosse un nouveau statut honorifique. Celui de premier club non professionnel du bassin carolorégien. En effet, derrière les « Zèbres » du Sporting de Charleroi, les Loups sont ceux évoluant le plus haut. Cela fait suite à la vente du matricule de l'ex-Heppignies, à la relégation sportive du FC Charleroi et à celle « administrative » de l'Olympic de Charleroi.
Pour ses retrouvailles avec la Promotion en 2014-2015, Châtelet termine très honorablement à la 6e place (11 victoires, 12 partages et 7 défaites) d'une série remportée par le Tempo Overijse.
L'année suivante est celle de la grande réforme hiérarchique du football belge. Châtelet termine à une belle troisième place (15 victoires-5 partages-8 défaites) derrière... l'Olympic de Charleroi revenu de son purgatoire en «P1» et Duffel.

### Une nouvelle aventure
À l'issue de la saison 2015-2016, le club présidé par Patrick Remy englobe (pas de fusion) le R. FC Farciennes (matricule 4776), club de la commune voisine, en cessation d'activités. À la suite d'un accord avec et entre les élus des communes de Châtelet et de Farciennes, le matricule 725 récupère de nombreuses installations, dont le Stade des Marais à Farciennes. Le cercle adopte le nom de Châtelet-Farciennes Sporting Club. Le vocable «Royal» n'est pas perdu mais doit faire l'objet d'une procédure auprès de la Maison du Roi puisque l'association concernée a changé de dénomination officielle.
Le club ajoute le «mauve», couleur historique du R. FC Farciennes, à son habituelle duo «Vert et  Blanc».
Ambitieux, le club réussit son mariage de raison. L'équipe fanion s'adjuge le titre de la nouvellement nommée «Division 2 Amateur ACFF» devant le R. FC de Liège et l'Olympic de Charleroi. Les Loups ne perdent que deux des trente rencontres programmées, à savoir la 2e (1-2) contre Liège et la 30e (4-1) à l'Entente Acren Lessines.
En 2017-2018, le club fera ses grands débuts au 3e niveau national, c'est-à-dire en «Division 1 Amateur».
À noter que la liesse du titre est, si pas gâchée, tout de même ternie par une plainte émanant du R. FC de Liège, lequel considère «non correct» l'octroi à Châtelet de la licence nécessaire pour évoluer en D1 Amateur. Le 5 mai 2017, le club plaignant est débouté par la CBAS. La licence (et donc la montée) de Châtelet-Farciennes est confirmée.
Le club cesse ses activités en juin 2019.

## Terrains et Stades
- Jusqu'en 2015-2016 : rue des Sablières à Châtelet
- À partir de 2016-2017 : stade des Marais à Farciennes

## Couleurs officielles
- Jusqu'en 2015-2016 : Vert et Blanc
- À partir de 2016-2017 : Vert, Mauve et Blanc

## Anciens logos

Logo années 1970 à 2016
Logo de l'ancien R. FC Farciennes

## Résultats dans les divisions nationales
Statistiques mises à jour le 30 juin 2018

### Palmarès
- 1 fois champion de Division 2 Amateur en 2017

### Bilan
Statistiques mises à jour le 16 mars 2020 (terme de la saison 2018-2019)
| Niv | Divisions     | Jouées | Titres | TM Up | TM Down |
| --- | ------------- | ------ | ------ | ----- | ------- |
| I   | 1re nationale | 0      | 0      |       |         |
| II  | 2e nationale  | 0      | 0      |       |         |
| III | 3e nationale  | 2      | 0      |       |         |
| IV  | 4e nationale  | 4      | 1      |       |         |
| V   | 5e nationale  | 0      | 0      |       |         |
|     |               |        |        |       |         |
|     | TOTAUX        | 6      | 1      | 0     | 0       |

- TM Up : test-match pour départager des égalités, ou toutes formes de Barrages ou de Tour final pour une montée éventuelle.
- TM Down : test-match pour départager des égalités, ou toutes formes de Barrages ou de Tour final pour le maintien.

### Classement saison par saison
| Ordre               | Saison  | Nom du club            | Niveau            | Classement final | Remarques         |
| ------------------- | ------- | ---------------------- | ----------------- | ---------------- | ----------------- |
| 1                   | 2002-03 | R. Châtelet SC         | Promotion série D | 16e/16           | Relégué           |
| séries provinciales |         |                        |                   |                  |                   |
| 2                   | 2014-15 | R. Châtelet SC         | Promotion série B | 6e/16            |                   |
| 3                   | 2015-16 | R. Châtelet SC         | Promotion série B | 3e/16            |                   |
| 4                   | 2016-17 | Châtelet-Farciennes SC | D2 Amateur ACFF   | 1er/16           | Champion et promu |
| 5                   | 2017-18 | Châtelet-Farciennes SC | D1 Amateur        | 13e/16           |                   |
| 6                   | 2018-19 | Châtelet-Farciennes SC | D1 Amateur        | 11e/16           |                   |

### Sources et liens externes
- Dictionnaire des Clubs belge affiliés à l'URBSFA depuis 1895 et ASBL Foot 100